# Ectocion
Ectocion — вимерлий рід плацентарних ссавців родини Phenacodontidae. Рід раніше класифікували як Gidleyina (Simpson 1935) і Prosthecion (Patterson and West 1973).
Палеоценові екземпляри цих копитних наземних травоїдних тварин були знайдені в Канаді (Альберта, Саскачеван) і Сполучених Штатах (Колорадо, Монтана, Північна Дакота та Вайомінг). Зразки еоцену були знайдені в Мексиці та Сполучених Штатах (Колорадо, Міссісіпі, Вайомінг).
Одним із драматичних наслідків палеоцен-еоценового термального максимуму (петм) стало те, що деякі тварини еволюціонували меншими тілами. Скам'янілі щелепні кістки Ectocion показують, що цей рід був меншим під час (E. parvus, 55.5 млн років тому) петм, ніж його родичі до (E. osbornianus, 55.6 млн років тому) і після (E. osbornianus, 55.3 млн років тому) короткого періоду кліматичного піку.